# Radohoșcea, Luhînî
Radohoșcea (în ucraineană Радогоща) este un sat în comuna Budo-Litkî din raionul Luhînî, regiunea Jîtomîr, Ucraina.

## Demografie
Componența lingvistică a localității Radohoșcea
     Ucraineană (98,7%)
     Alte limbi (1,3%)
Conform recensământului din 2001, majoritatea populației localității Radohoșcea era vorbitoare de ucraineană (98,7%), existând în minoritate și vorbitori de alte limbi.